# Robert Kasperski
Robert Kasperski (ur. 7 czerwca 1907 w Wygrance, zm. 23 stycznia 1974 w Gdańsku) – polski komandor porucznik, dowódca Sztabu w Dowództwie Floty, więzień polityczny skazany w 1951 na karę śmierci za tzw. spisek komandorów.

## Życiorys
Urodził się w dziewięciodzietnej rodzinie rolnika. Początkowo uczył się w Żelechowie, a później w Sarnach na Wołyniu, gdzie pracując jako korepetytor, w 1923 ukończył gimnazjum. 

### Służba wojskowa

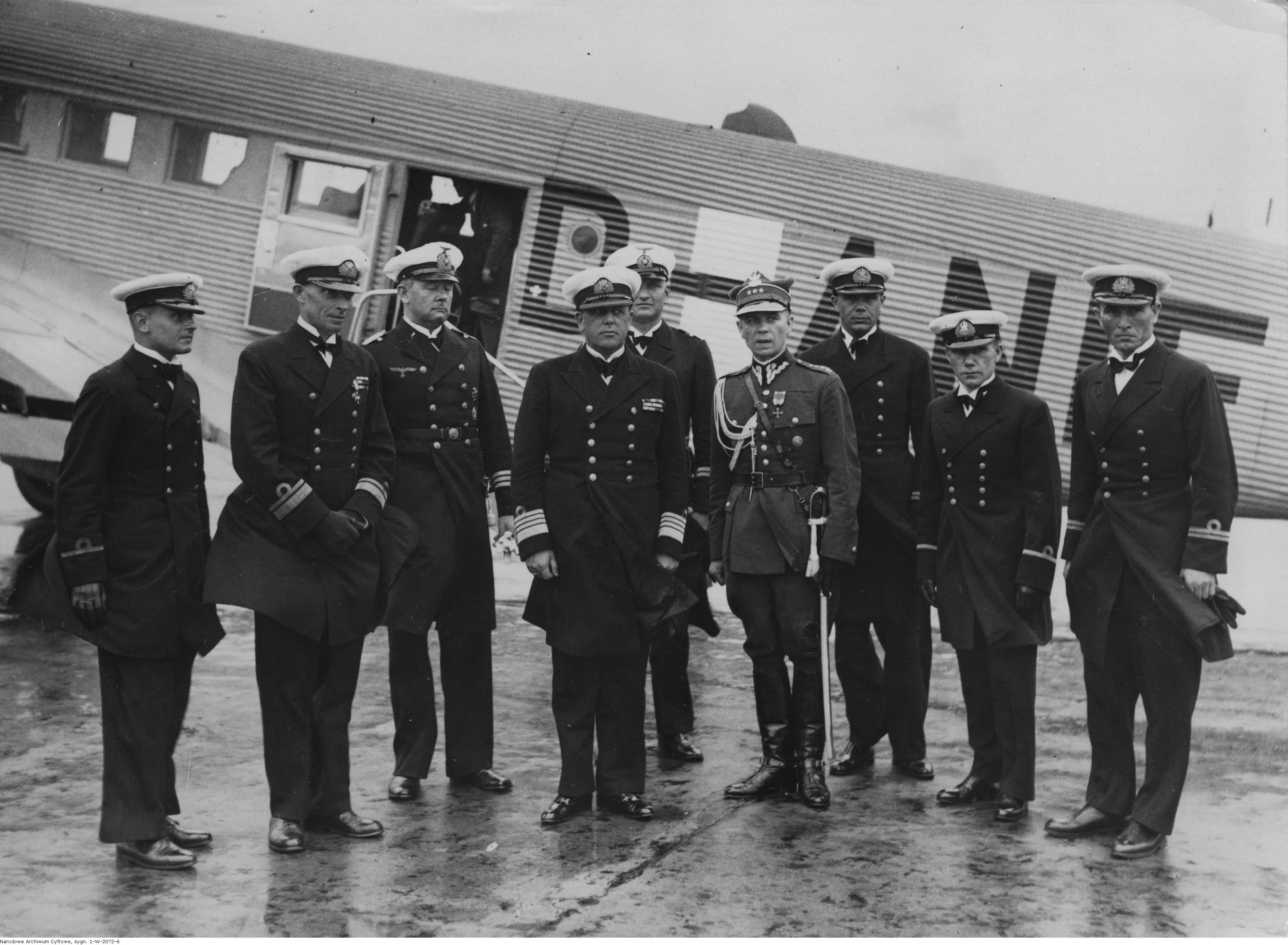
Wizyta niszczycieli ORP „Burza” i ORP „Wicher” w Niemczech; lipiec 1935. Por. Robert Kasperski 1. z prawej

W latach 1926–1929 uczył się w Oficerskiej Szkole Marynarki Wojennej w Toruniu (w 1928 przemianowanej na Szkołę Podchorążych Marynarki Wojennej, Po jej ukończeniu, promowany na podporucznika marynarki odbył Kurs Aplikancki na ORP „Bałtyk”. Następnie został zaokrętowany jako oficer okrętowy na ORP „Generał Sosnkowski”. Później był mianowany na adiutanta Szkoły Specjalistów Floty, zastępcę dowódcy ORP „Ślązak”. W 1934 został wysłany na kurs elektrotechniczny i Kurs Oficerów Broni Podwodnej w Gdyni. Jeszcze w tym samym roku skierowano go do Dywizjonu Kontrtorpedowców. Został zaokrętowany na ORP „Wicher” a następnie na okręcie podwodnym ORP „Ryś”. W końcu sierpnia 1939 r. mianowano go dowódcą trałowca ORP „Żuraw” typu jaskółka wchodzącego w skład Dywizjon Minowców.
1 września 1939 r. jego okręt stał na redzie u stóp Kępie Oksywskiej naprzeciw baterii Canet i jako pierwszy stał się celem ataku lotnictwa niemieckiego. Po walce, ponieważ w okręcie stwierdzono otwory w burtach, przemieścił się do portu w Jastarni. Następnie brał udział w obronie Helu jako dowódca obrony odcinka Chałupy-Kuźnica.
Po kapitulacji Helu w czasie okupacji był więźniem niemieckich obozów jenieckich oflagów X B Nienburg, XVIII C Spittal i II C Woldenberg.
Po wyzwoleniu powrócił na Wybrzeże i przyjęty został do służby czynnej w formującej się Marynarce Wojennej. Wziął udział w organizowaniu floty polskiej. Otrzymał awans do stopnia komandora podporucznika i dowództwo plutonu oficerskiego Batalionu Rekruckiego. W 1946 r. został komendantem Szkoły Specjalistów Morskich, a niedługo potem uzyskał stanowisko starszego pomocnika szefa Oddziału Operacyjnego w Sztabie Głównym Marynarki Wojennej i funkcję Szefa Oddziału Wyszkolenia Marynarki Wojennej. W lipcu 1947 r. awansował na stopień komandora porucznika. Na początku 1949 r. został dowódcą Szczecińskiego Nadmorskiego Obszaru. 12 października tego roku, w związku z utworzeniem Dowództwa Floty, powierzono mu stanowisko szefa Sztabu Dowództwa Floty, które pełnił do chwili aresztowania w 1951 r.

### Uwięzienie i „proces komandorów”

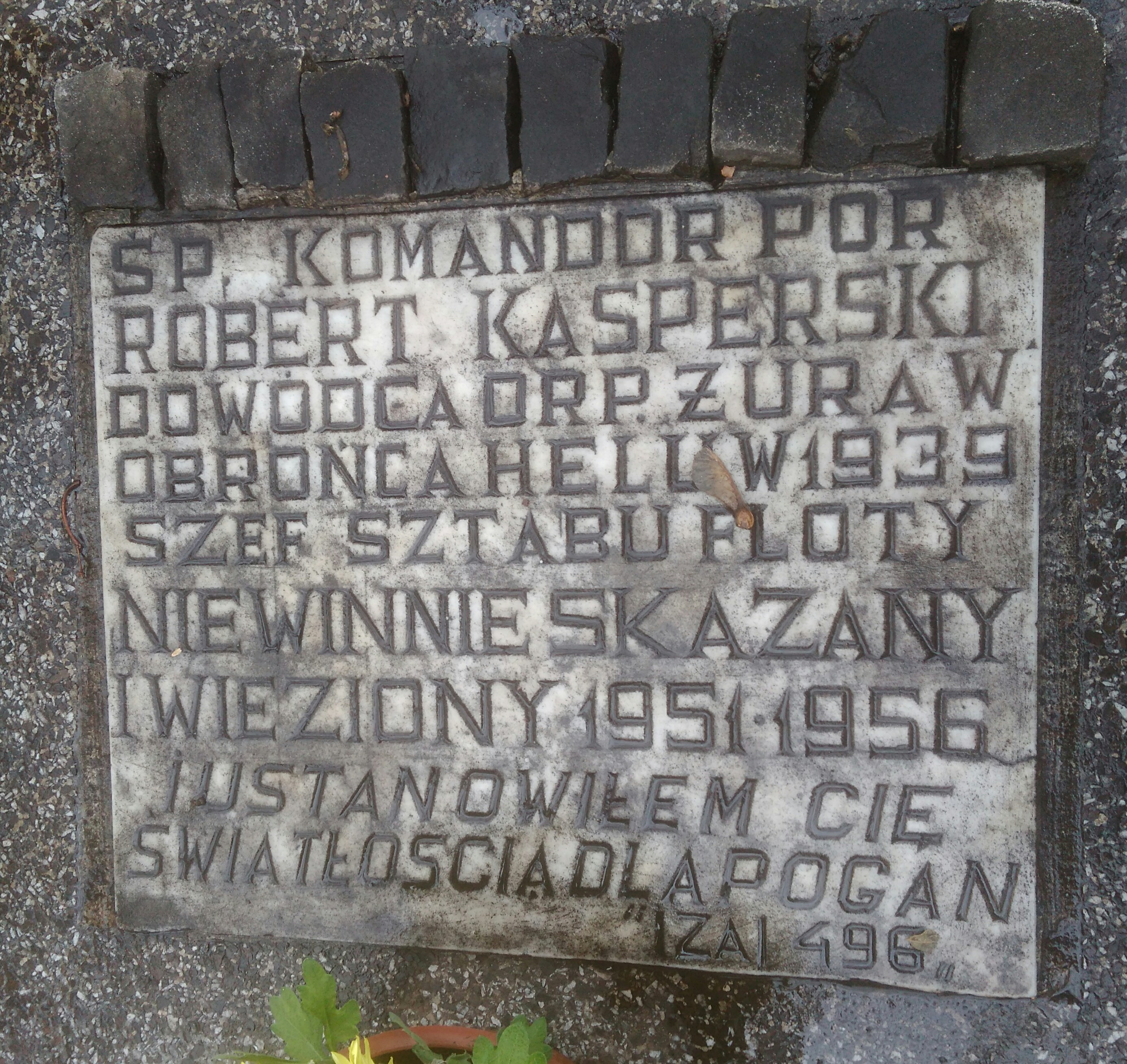
Grób komandora porucznika Roberta Kasperskiego znajdował się początkowo na cmentarzu w Gdańsku Nowym Porcie

W dniu 5 lutego 1951 Robert Kasperski został niespodziewanie aresztowany przez oficerów Głównego Zarządu Informacji (tzw. Informacji Wojskowej) MON jako trzeci oficer z tzw. grupy „siedmiu komandorów (spisek komandorów)”. Poddano go długotrwałemu i  bardzo brutalnemu śledztwu.  Przez 17 miesięcy był przesłuchiwany i poddawany nieludzkim torturom fizycznym i moralnym w podziemiach siedziby Informacji w Warszawie. Mimo tego do niczego się nie przyznał i nie obciążał zeznaniami nikogo innego. W lipcu 1952 był sądzony przed Najwyższym Sądem Wojskowym  w sfingowanym procesie „o spisek przeciwko władzy ludowej” (w akcie oskarżenia stwierdzano m.in. że kmdr por. Przybyszewski i kmdr por. Kasperski już na początku 1946 roku zorganizowali w Szkole Specjalistów Morskich tzw. grupę bojową, która miała za zadanie „współdziałać z interwentami imperialistycznymi w wypadku starcia zbrojnego pomiędzy obozem socjalizmu a imperializmu”) razem z kmdr por. Zbigniewem Przybyszewskim, kmdr Stanisławem Mieszkowskim, kmdr Jerzym Staniewiczem, kmdr por. Kazimierzem Kraszewskim, kmdr por. Wacławem Krzywcem i kmdr Marianem Wojcieszkiem. Wyrokiem orzeczonym 21 lipca 1951 został skazany na karę śmierci, utratę praw publicznych i obywatelskich oraz przepadek mienia. Prezydent Bierut decyzją z 19 listopada 1952 skorzystał z prawa łaski i zamienił mu (oraz Wojcieszkowi) karę śmierci na karę dożywotniego pozbawienia wolności. Celę śmierci opuścił dopiero 12 grudnia 1952. Następnie przewieziono go bardzo ciężkiego więzienia we Wronkach. Na wolność wyszedł w kwietniu 1956 – po 5 latach i 3 miesiącach uwięzienia. Wynikało to z ponownego rozpatrzenia sprawy przez NSW, który w postępowaniu 24 kwietnia 1956 stwierdził niewinność wszystkich oskarżonych komandorów i uchylił wyrok z lipca 1951, co oznaczało rehabilitację Kasperskiego.
Śledztwo i pobyt w więzieniu odbiły się bardzo negatywnie na jego zdrowiu, stwierdzono u niego m.in. zwyrodnienie mięśnia sercowego, przewlekły gościec stawowy (reumatoidalne zapalenie stawów), chorobę nadciśnieniową, chorobę dwunastnicy.
Zwolniony z więzienia nie wrócił już do służby w Marynarce Wojennej, z braku mieszkania przebywał w Toruniu u przyjaciela Donalda Steyera. Po pewnym czasie komisja Urzędu Rady Ministrów skierowała go do pracy w Centralnym Biurze Konstrukcji Okrętowych w Gdańsku. Niedługo potem, co było związane z wielkim osłabieniem po latach ciężkiego więzienia, uległ wypadkowi w wyniku którego musiano mu amputować prawą nogę. Mimo kalectwa pracował nadal. W 1971 został przeniesiony do nowo powstałego Zjednoczenia Przemysłu Okrętowego, a w 1972 przeszedł na emeryturę.
Zmarł na serce w czasie operacji żołądka. Pochowany został na cmentarzu w Nowym Porcie w Gdańsku. Po ekshumacji jego szczątki zostały przeniesione i ponownie pochowane z honorami wojskowymi w Kwaterze Pamięci na Cmentarzu Marynarki Wojennej 29 czerwca 2018.

## Ordery i odznaczenia
Był odznaczony Orderem Krzyża Grunwaldu III klasy, Krzyżem Kawalerskim Orderu Odrodzenia Polski i Złotym Krzyżem Zasługi.